# Île Clapperton
Pour les articles homonymes, voir Clapperton.
Ne pas confondre avec l'île Clipperton, atoll français dans l'est du Pacifique.
L'île Clapperton, en anglais Clapperton Island, est une île de la baie Franklin (en) dans les Territoires du Nord-Ouest au Canada.

## Toponymie
L'île est nommée en l'honneur de l'explorateur écossais Hugh Clapperton (1788-1827).

## Géographie
L'île se trouve à 23 kilomètres du cap Lyon (en).
Elle se compose surtout de roches calcaires et de morceaux de roches diverses.